# Calakmul
Calakmul, ili rjeđe Kalakmul, (jukatanski majanski za „Dvije susjedne piramide”) je bio veliki pretkolumbovski grad Maya, danas ruševine u džungli područja Tierras Bajas na jugu Yucatána (Meksiko), 35 km sjeverno od granice s Gvatemalomu saveznoj državi Campeche. U svoje vrijeme jezgra grada je bila poznata kao Ox Te' Tuun, koji je bio jedan od najvećih i najmoćnijih mayanskih gradova na području nekadašnje mayanske nizine, koji je igrao važnu ulogu u povijesti ovog područja punih 12 stoljeća. Njegove dobro sačuvane građevine i karakterističan plan grada pružaju blistavu sliku života u drevnoj mayanskoj prijestolnici. Nadalje, Rezervat biosfere Calakmul (Reserva de la Biósfera de Calakmul) spada u žarišnu točku bioraznolikosti Srednje Amerike, treću po veličini u svijetu, koja obuhvaća sve suptropske i tropske ekosustave od središnjeg Meksika do Panamskog kanala. Zbog toga je Calakmul upisan na UNESCO-ov popis mjesta svjetske baštine u Sjevernoj Americi 2002. godine kao mješovito dobro (kulturni i prirodni spomenik).

## Povijest
Calakmul je bila vodeća mayanska sila u velikom području sjevernog Peten bazena (danas podijeljenom između Meksika i Gvatemale), gdje je vladao pod znakom hijeroglifa zmijske glave: , a koji se čitao "Kaan". 
Na ovom području su pronađeni tragovi naselja iz srednjeg pretklasičnog razdoblja pretkolumbovske Srednje Amerike (900. – 300. pr. Kr.). Nedavno je otkrivena i 12 m visoka Građevina 2 iz oko 400. – 200. pr. Kr. Do tada se vjerovalo kako je Nakbé (Gvatemala) bilo jedino veliko središte mayanske kulture u to vrijeme.
Calakmul je bio sjedište entiteta koji su suvremeni povjesničari prozvali „Kraljevstvo Zmije” ili „Zmijsko Kraljevstvo”. Ovo Zmijsko Kraljevstvo je postojalo najveći dio klasičnog mayanskog razdoblja. Tijekom kasnog mayanskog razdoblja (542. – 695.) Calakmul je bio u žestokom suparništvu s velikim južnim gradom Tikalom, te su mnogi politički događaji iz tog doba vezani uz borbu dvije mayanske supersile. Za sam Calakmul se pretpostavlja kako je imao oko 50.000 stanovnika i vlast, barem u nekim razdobljima, nad mjestima udaljenim do 150 kilometara. 
Središte mayanske kulture se polako premještalo prema sjeveru i do 10. stoljeća središta su postala Palenque, Uxmal i konačno Chichén Itzá. No Calakmul je potpuno napušten tek u 16. stoljeću, o čemu je posvjedočio Alonso de Ávila koji je 1530-ih istraživao ovo područje i pronašao tek malenu skupinu naroda Cehaches, potomaka stanovnika nekad slavnog grada.
Grad je tijekom botaničke ekspedicije iz zraka otkrio biolog Cyrus Longworth Lundell u službi tvrtke Mexican Exploitation Chicle, 29. prosinca 1931. godine. Otkriće je prijavio Sylvanus G. Morley iz Instituta Carnegie u Chichen Itzi u ožujku 1932. godine.
God. 1989. osnovan je Rezervat biosfere Calakmul, koji je najveći u Meksiku, radi zaštite biološke raznolikosti, kao i brojnih ruševina starih Maja koje se nalaze unutar granica rezervata. Od tada postoji sraz između ideja i želja lokalnog stanovništva koje živi na zemlji (campesinos, seljaci imigranti koji su doseljeni 1960-ih iz 23 od 32 meksičke države) i vladinih dužnosnika i urbanih ekologa koji žele zaštititi njezine resurse. U njegovom središtu se nalaze tri skupine građevina koje su prepoznate kao dijelovi drevnog grada Calakmula.

## Arheološki lokalitet
Veličina središnjeg kompleksa Calakmula je oko 2 km², a cijelo nalazište, uključujući gusta stambena naselja, oko 20 km². Na zapadu je velika skupina platformi s građevinama oko otvorenih prostora. Slična, ali nešto manja skupina se nalazi na istoku. Između ovih je središnja zona koja obuhvaća područje oko trga u kojem se nalaze vrlo veliki javni otvoreni prostori i dominantna Građevina II. U Calakmulu se nalazi ukupno 6.750 drevnih građevina od kojih je najveća piramida, poznata kao Građevina II, visoka preko 45 m, što je čini jednom od najviših srednjoameričkih piramida. U piramidi su otkrivena četiri groba i pradavna velika prostorija bačvastog svoda, najstarija u Calakmulu. Naime, kao i mnogi hramovi i piramide u Srednjoj Americi, piramida u Calakmulu se nadograđivala na ranije građevine dok nije došla do sadašnje veličine. 
Između središnje i istočne grupe, ali blago izvan osi, je „Velika piramidalna građevina I” (slika gore desno), koja je nešto manja od Gađevine II, ali zato što je izgrađena na prirodnoj uzvisini ona je više ili manje iste visine. U središnjoj zoni preklapaju se dva javna otvorena prostora od kojih je jedan definiran građevinama istočne zapadne skupine i Građevinom II. U tom otvorenom prostoru je skupina građevina koji čine otvoreni prostor poznat kao Plaza Grande (Veliki trg). Ovakav geometrijski plan oko dvostrukog otvorenog prostora se može povezati sa sličnima na drugim mjestima, kao što su Tikal i, posebice, Uaxactún.
Calakmul je posebno značajan zbog velikog broja stela, 120 do sada pronađenih. Ne samo da su one od goleme važnosti za uspostavu povijesti drevnog grada i u rasvjetljavanja drevne mayanske kulture, nego su također i ključni elementi zbog svog rasporeda. Stele u Calakmulu su pažljivo postavljane u pravilnim linijama ili skupinama ispred stubišta i glavnih pročelja piramidalnih građevina. Ukrasne skulpture i bareljefi su visoke umjetničke kvalitete. Dva izuzetno masivna kružna isklesana kamena su posebno značajna zbog njihove kvalitete izrade i jedinstvenosti u kontekstu kulture Maya.

## Rezervat biosfere
Rezervat biosfere Calakmul je zaštićeno prirodno područje, osnovano 1989. godine, koje se nalazi između 260 i 385 metara nadmorske visine. Klima je topla, sa smanjenim godišnjim toplinskim oscilacijama i oko 750 mm oborina. 
Vlažne i subhumidne tropske šume Calakmula razvijaju se u geološkoj pokrajini sa sezonskim suhim uvjetima i krškim tlima. S obzirom na posebne uvjete okoliša, kao što su smanjena dostupnost vode i vlage, prisutnost požara i uragana te krško tlo, ovdje je flora i fauna močvarnih ekosustava razvila prilagodbe na ove sezonske sušne uvjete. Zbog takvih čimbenika, tropske šume Calakmula mogu se smatrati jednim od najotpornijih ekosustava na kontinentu, a te bi značajke mogle biti relevantne za očuvanje bioraznolikosti u kontekstu klimatskih promjena. Ipak, Rezervat biosfere Calakmul je važno slivno područje, što je ključni čimbenik jer predstavlja kritično stanište za niz endemičnih i ugroženih vrsta. Tu nastaju male poplavljene doline zvane akalché u kojima pored dominantnih vrsta mahagonija i/ili sapodila rastu druge vrste biljaka kao što su Vodeni zumbul, Opuncija i Chucum. To su subzimzelene šume, odnosno one u kojima značajan postotak vegetacije gubi list, ali ga većina zadržava.
Rezervat ima najveću raznolikost sisavaca u regiji Maja i dom je dvjema od tri vrste primata, dvije od četiri bezubaca (Xenarthra) i pet od šest vrsta divljih mačaka (Felinae) koje postoje u Meksiku. Ovo područje također pomaže u održavanju populacija vrsta s velikim stanišnim zahtjevima, kao što su životinje s lokalnim migracijama (leptiri, papige, vodene ptice, šišmiši) i veliki grabežljivci skloni selidbama, kao što su jaguari, pume i nekoliko ptica grabljivica.
Zabilježeno je oko 1500 vrsta biljaka, od kojih je 10% endema ovog područja, te 358 vrsta ptica, 75 gmazova, 18 vodozemaca, 31 riba, oko 380 leptira i 86 sisavaca. Mnoge vrste životinja i biljaka su trenutno ugrožene nezakonitim lovom, trgovinom ugroženim vrstama, prekomjernom sječom teritorija i zagađenjem.. 
- Jaguar (Panthera onca)
- Tapir (Tapirus bairdii)
- Šareni puran (Meleagris ocellata)
- Prstenasti pekari (Pecari tajacu)
- Bjelorepi jelen (Odocoileus virginianus)
- Žutoprsi tukan (Ramphastos sulfuratus)
- Geoffroyev majmun pauk (Ateles geoffroyi)
- Ogrnuti urlikavac (Alouatta palliata)
- Kajman (Caiman crocodilus)
- Maslinasta ara (Ara militaris)
- Zelena iguana (Iguana iguana)
- Tarantula (Tarantula)
- Dugorepi kvecal (Pharomachrus mocinno)
- Paka (Cuniculus paca)
- Meksički mravojed (Mandua mexicana)
- Ocelot (Leopardus pardalis)
- Oncila (Leopardus tigrinus)
- Šarena boa (Boa constrictor)
- Velika bijela čaplja (Ardea alba)
- Američki krokodil (Crocodylus acutus)
- Jaguarundi (Herpailurus yagouaroundi)
- Crveno-modra ara (Ara macao)

## Poveznice
- Pretkolumbovska umjetnost
- Palenque
- Tikal

## Vanjske poveznice
- Rezervat biosfere Calakmul
- David R. Hixson, Virtualni obilazak Calakmula (engl.)
- Video na službenim stranicama UNESCO-a (engl.)